# Décennie 1540 en architecture
| Années de l'architecture : 1537 - 1538 - 1539 - 1540 - 1541 - 1542 - 1543    |
| Décennies de l'architecture : 1510 - 1520 - 1530 - 1540 - 1550 - 1560 - 1570 |

Cet article présente les faits marquants de la décennie 1540 en architecture.

## Événements
- 14 novembre 1540 : mort de Rosso Fiorentino[1] ; le Primatice est chargé de la direction des travaux du château de Fontainebleau, s’occupant aussi bien d’architecture que de décors de fêtes. Le roi lui confie le soin de ramener d’Italie des copies de sculptures antiques. Il rentre en France avant mars 1541. Il exécute à Fontainebleau un grand nombre de stucs ainsi que des créations illustrant des scènes d’inspiration mythologique et destinées à l’appartement des bains (1541-1547), au pavillon de Pomone en 1541-1543 (?), ou à la chambre de la duchesse d’Étampes (1541-1544)[2].
- 18 décembre 1545 : une partie de la Biblioteca Marciana s'écroule à Venise. L'architecte Jacopo Sansovino est jeté provisoirement en prison[3].
- 1er janvier 1547 : Michel-Ange est fait architecte en chef de la basilique Saint-Pierre[4]. Il revient à un plan à croix grecque et agrandit le plan (fin en 1564)[5],[6].
- 1549 : publication à Orléans du Livre des Arcs ou Quinque et viginti exempla arcuum, vingt-cinq gravures d'arcs de triomphe antiques d’Androuet du Cerceau.

## Réalisations
- 1538-1557 : le charpentier Robert Becquet réalise une flèche en bois en forme de pyramide, recouverte de plomb doré, du style Renaissance, qui coiffe la cathédrale Notre-Dame de Rouen à 135 mètres de haut[7].
- 1539-1540 : construction de la villa Piovene attribuée à Andrea Palladio, à Lugo di Vicenza en Vénétie[8].
- 1539-1547 : Henri VIII fait construire une série de châteaux et fortifications sur les côtes du sud de l'Angleterre et du Pays de Galles, les Device Forts (en) ou châteaux Henriciens, dont le château de Pendennis[9].
- Vers 1540 : début de la reconstruction du château de Valençay dont les plans sont attribués à l'architecte Jehan de l'Espine[10].
- 1541 : construction de la mosquée de Qilâ-i-Kuhna à Delhi[11].
- 1541-1544 : Philibert Delorme construit le château de Saint-Maur-des-Fossés pour le cardinal Jean du Bellay[12].
- 1541-1579 : construction de l'Hôpital de Tavera à Tolède sur un projet d'Alonso de Covarrubias avec la participation de Bartolomé de Bustamante[13].
- 1542 - 1544 : Jean Goujon et Pierre Lescot réalisent le jubé de l'église Saint-Germain-l'Auxerrois de Paris[14].
- 1542 - 1546 : construction du palais Sacchetti à Rome sur les plans d'Antonio da Sangallo le Jeune[15].
- 1542-vers 1550 : construction du château d'Ancy-le-Franc[16]. Sebastiano Serlio travaille sur ce projet à partir de 1546[17].
- 1543 : reconstruction du phare de Gênes ou Lanterna, dans sa forme actuelle[18].
- 1543-1548 : construction de la mosquée du prince Mehmet par l'architecte impérial Sinan à Istanbul[19].
- 1544 : 
  - la construction de la King's College Chapel à Cambridge est achevée[20].
  - aménagement de la Via Toledo à Naples par l’architecte Ferdinando Manlio assisté de Giovanni Benincasa[21].
- 16 août 1545 : la construction du mausolée de Sher Shah Suri, par l’architecte Aliwâl Khân à Sasaram, en Inde, est achevée[22].
- 1545-1580 : construction du palazzo della Ragione, dite basilique palladienne, à Vicence, par Andrea Palladio[23].
- 2 août 1546 : François Ier confie à Pierre Lescot les travaux d'agrandissement du Louvre[24].
- 1546 : consécration de l'Église des Saintes-Femmes à Pskov en Russie[25].
- 1546-1548 : l'architecte chinois Weng Wanda dirige la construction de la section Xuanfu-Datong de la Grande Muraille Ming en Chine[26].
- 1547 : construction du mausolée et de la moquée d’Îsa Khân (en) à Delhi[27].
- 1547-1552 :  Philibert Delorme construit le château d'Anet pour Diane de Poitiers[28].

- 1548-1550 : construction du palais Spada à Rome par l'architecte Bartolomeo Baronino décoré par le peintre et stucateur Giulio Mazzoni (en)[29].

- 1549 : construction du casino de l'hôtel de Mondrainville à Caen[30].

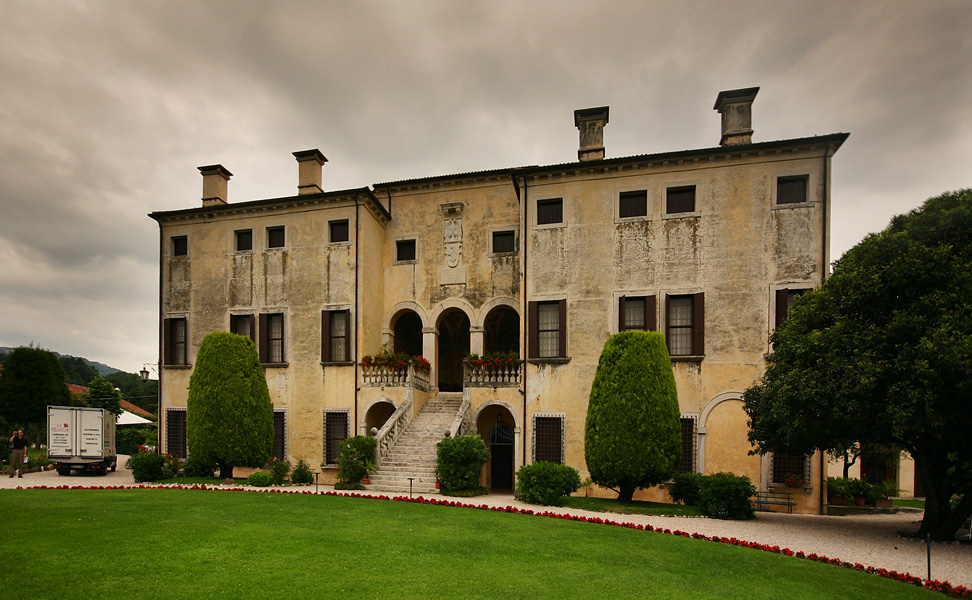
La villa Godi Malinverni
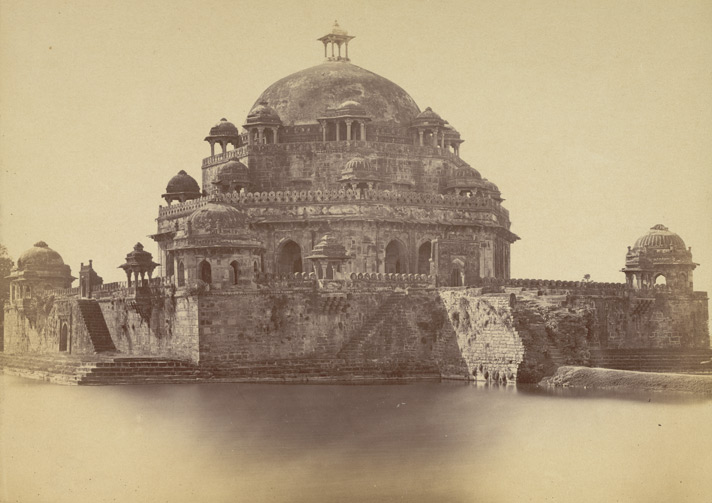
Le tombeau de Sher Shah Suri à Sasaram
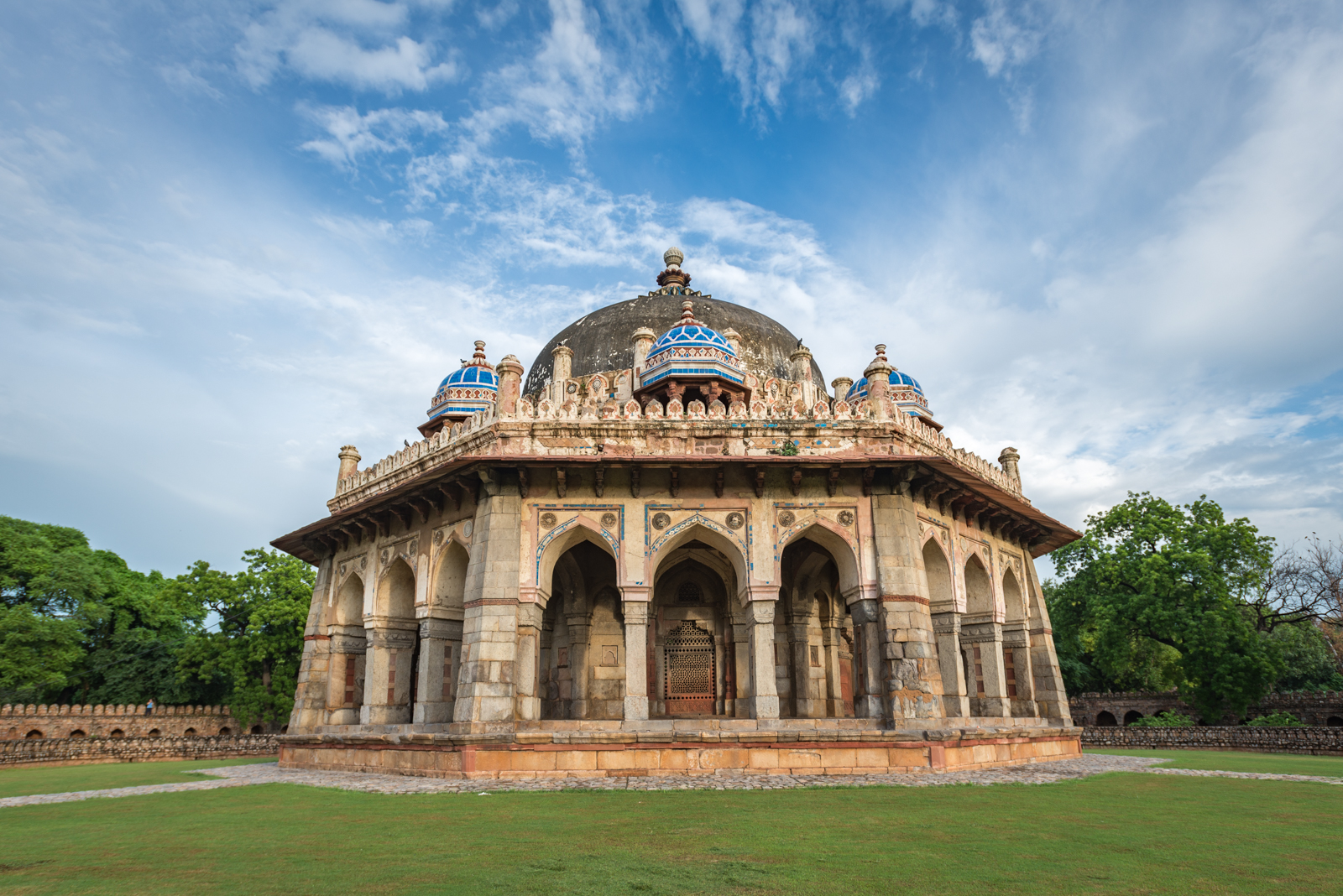
Mausolée d’Îsa Khân
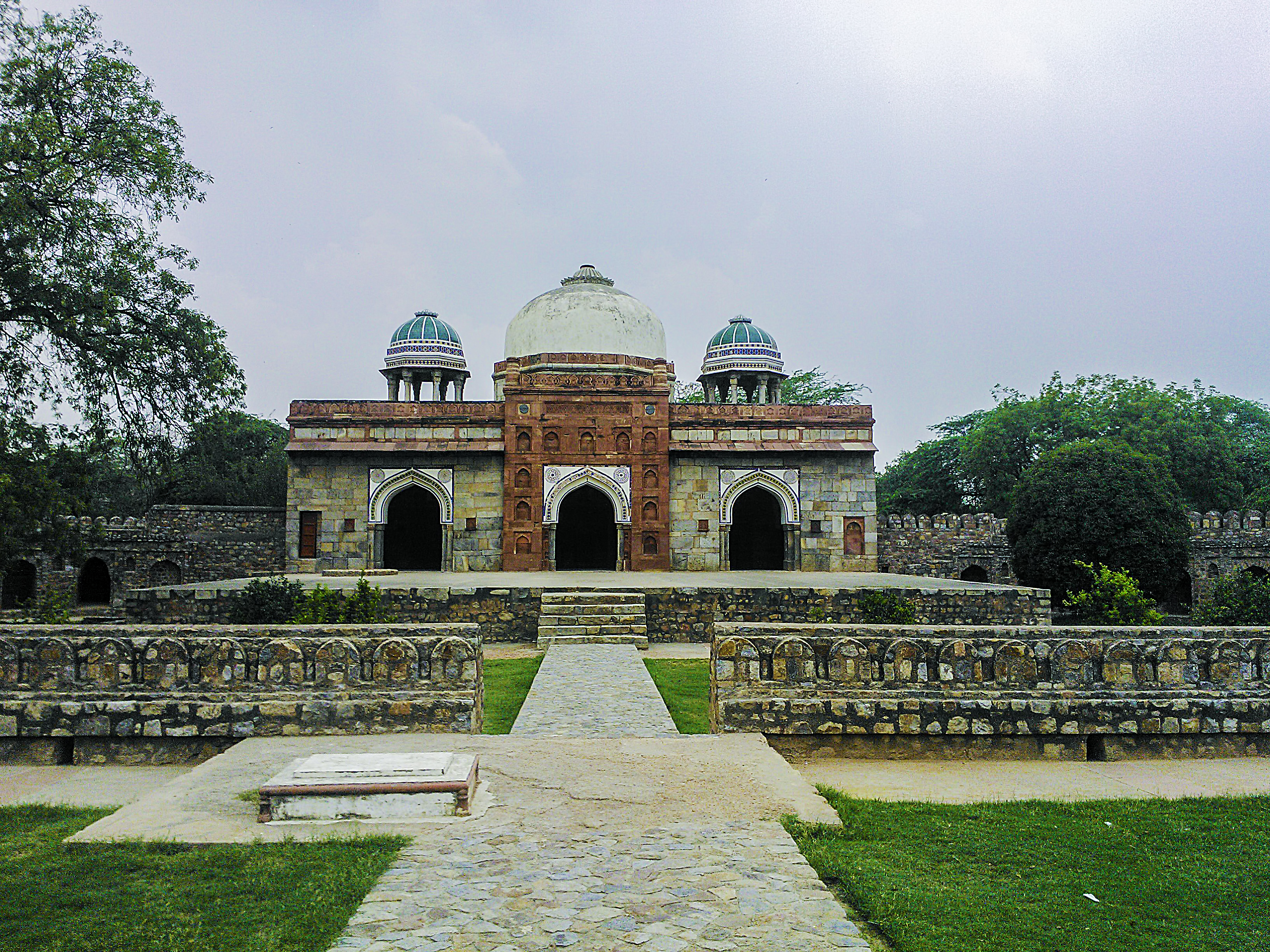
Mosquée d’Îsa Khân

## Naissances
- 1540 : Friedrich Sustris (en) († 1599)
- 2 septembre 1548 : Vincenzo Scamozzi († 7 août 1616)

## Décès
- 3 août 1546 : Antonio da Sangallo le Jeune (° 12 avril 1484)
- 1er novembre 1546 : Giulio Romano (° vers 1499)